# Vörhenyes pitta
A vörhenyes pitta (Hydrornis oatesi) a madarak osztályának verébalakúak (Passeriformes) rendjébe és a pittafélék (Pittidae) családjába tartozó faj. Közép- és Délkelet-Ázsiában honos, elterjedési területe magában foglalja többek között Mianmar, Thaiföld, Laosz és Vietnám egyes részeit. Elsősorban sűrű, nedves erdők aljnövényzetében él, ahol táplálékát, rovarokat és egyéb apró gerincteleneket keresgél. A fajt egyedi, élénk színezete és ritka, dallamos hangja teszi különlegessé. Élőhelyének pusztulása miatt állományai csökkenő tendenciát mutatnak, ezért természetvédelmi helyzete aggodalomra adhat okot.

## Leírás
A vörhenyes pitta közepes méretű madár, testhossza körülbelül 20-23 cm. Tollazata élénk és feltűnő, amely fontos szerepet játszik az egyedek közötti kommunikációban és a párválasztásban. A hímek tollazata különösen színpompás: hátuk vörhenyes árnyalatú, amely harmonizál a fejen és a mellkason található kék és fekete színekkel. A szárnyak általában sötétebb árnyalatúak, finom fehér mintázattal. A nőstények színezete valamivel tompább, de hasonló mintázatot mutat.
A faj jellegzetessége a nagy, sötét szeme, amely alkalmazkodott az árnyékos erdőalj világos viszonyaihoz. Csőre közepesen hosszú és enyhén ívelt, ami ideális a rovarok és más apró gerinctelenek vadászatához az aljnövényzetben. Lábaik erősek, amelyek lehetővé teszik, hogy hatékonyan mozogjanak a sűrű talajon és az avarban. Énekük dallamos, amely területük megjelölésére és párkeresésre szolgál, különösen a szaporodási időszakban.
E faj megjelenése és viselkedése jól alkalmazkodott a sűrű trópusi erdők zárt, nedves környezetéhez, ahol rejtett, de aktív életmódot folytat.

## Rendszerezés
Besorolása vitatott, egyes rendszerezők, még nem fogadták el az új elhelyezését és még mindig a Pitta nembe sorolják Pitta oatesi néven. Az átsorolás főként genetikai és morfológiai vizsgálatokon alapul, amelyek szerint a Hydrornis nem fajai szorosabban rokonok egymással, mint a Pitta nem egyéb tagjaival. Ennek ellenére az eltérő taxonómiai nézetek miatt az új besorolást nem minden taxonómus fogadta el egyértelműen. Ez a vita jól példázza a madártanban tapasztalható folyamatos rendszertani finomhangolásokat, amelyek az újabb tudományos felfedezésekkel párhuzamosan fejlődnek.

## Előfordulása
A vörhenyes pitta Ázsia délkeleti részének sűrű, nedves erdőségeiben található meg. Elterjedési területe kiterjed Kína, Laosz, Mianmar, Malajzia, Thaiföld és Vietnám egyes részeire. Elsősorban az alacsonyabban fekvő erdők aljnövényzetében él, ahol rejtőzködő életmódot folytat. Élőhelyének jellemzői közé tartozik a sűrű növényzet és a bőséges aljnövényzeti takaró, amely táplálkozásához és fészkeléséhez is ideális feltételeket nyújt. Az élőhelyek csökkenése miatt azonban bizonyos régiókban populációja visszaesett.

## Alfajai
- Hydrornis oatesi bolovenensis
- Hydrornis oatesi castaneiceps
- Hydrornis oatesi deborah
- Hydrornis oatesi oatesi